# Gamma Pavonis
Gamma Pavonis (γ Pav, förkortat Gamma Pav, γ Pav) som är stjärnans Bayerbeteckning, är en ensam stjärna belägen i den östra delen av stjärnbilden Påfågeln. Den har en skenbar magnitud på 4,22 och är synlig för blotta ögat där ljusföroreningar ej förekommer. Baserat på parallaxmätning inom Hipparcosuppdraget på ca 108,0 mas, beräknas den befinna sig på ett avstånd på ca 30 ljusår (ca 9 parsek) från solen.

## Egenskaper
Gamma Pavonis är en gul till vit stjärna i huvudserien av spektralklass F9 V Fe-1,4 CH-0,7. Den är en metallfattig stjärna, vilket betyder att den har en låg mängd av element tyngre än helium. Den har en massa som är ca 20 procent större än solens massa, en radie som är ca 15 procent större än solens och utsänder från dess fotosfär ca 1,5 gånger mera energi än solen vid en effektiv temperatur på ca 6 100 K.
Gamma Pavonis är rankad som nr 14 på topp 100-listan över målstjärnor för Terrestrial Planet Finder för att söka efter en stenig planet i den beboeliga zonen vid ca 1,2 AE eller något mera, med en jordliknande omloppsbana.